# Kazuo Imanishi
Kazuo Imanishi (n. 12 ianuarie 1941, Hiroshima, Japonia) este un fost fotbalist japonez.

## Statistici
| Japonia | Japonia | Japonia |
| An      | Meciuri | Goluri  |
| ------- | ------- | ------- |
| 1966    | 3       | 0       |
| Total   | 3       | 0       |